# ルトガー・ブレグマン
ルトガー・ブレグマン（オランダ語: Rutger Bregman、1988年4月26日-）は、オランダの歴史家、ジャーナリスト、ノンフィクション作家。

## 概要
ブレグマンは、ユトレヒト大学、カリフォルニア大学ロサンゼルス校(UCLA)で歴史学を専攻。広告収入に一切頼らない先駆的なジャーナリストプラットフォームの課金制スロージャーナリズムメディア「デ・コレスポンデント（De Correspondent）」の創立メンバー。日々のニュースではなく、その背景を深く追うことをコンセプトとしており、5万人以上の購読者収入で運営されている。
主にベーシックインカムや週15時間労働制、国境開放などの社会政策を主張しており、「ピケティに次ぐ欧州の知性」とも呼ばれる。『隷属なき道』はオランダで原書が2014年に出版されると国内でベストセラーに。2016年にAmazonの自費出版サービスを通じて英語版を出版したところ、大手リテラリー・エージェントの目に留まり、日本を含めて23カ国以上での出版が決定した。
2013年には著書“De geschiedenis van de vooruitgang”（進歩の歴史）がベルギーのシンクタンクであるLiberalesによって「2013年のベストノンフィクション」として表彰されている。2014年にデ・コレスポンデントより出版した“Gratis geld voor iedereen”（万人のための自由なお金）は、20か国語での翻訳出版。『Humankind 希望の歴史』（日本語訳 文藝春秋刊）も、本国で発売されるや25万部のベストセラーに。世界46か国で翻訳が決まった。
著述活動のほかに、TEDカンファレンスやユネスコの国際コミュニケーション開発計画、慶應ビジネススクールなどでの講演も数多く行っている。ユトレヒトの南にある小さな町、ハウテンの小ぢんまりした家で妻（写真家 マーチェ・テル・ホルスト）と暮らしている。

## 著書
- Met de kennis van toen, Actuele problemen in het licht van de geschiedenis, Amsterdam: de Bezige Bij, 2012, ISBN 978-90-2347212-4.
- De geschiedenis van de vooruitgang, Amsterdam: de Bezige Bij, 2013, ISBN 978-90-2347754-9
- Gratis geld voor iedereen, En nog vijf grote ideeën die de wereld kunnen veranderen, Amsterdam: de Correspondent, 2014, ISBN 978-90-8225630-7.
  - Utopia for Realists: How We Can Build the Ideal World, New York City: Little, Brown and Company, 2017, ISBN 978-03-1647189-3.
  - Utopia for Realists: And How We Can Get There, London: Bloomsbury Publishing, 2017, ISBN 978-14-0889026-4.
    - 野中香方子訳『隷属なき道-AIとの競争に勝つベーシックインカムと一日三時間労働』、文藝春秋、2017年5月25日、ISBN 978-41-6390657-7。
    - 野中香方子訳『Humankind 希望の歴史 上・下』、文藝春秋、2021年7月27日 [13]

### 共著
- Jesse Frederik: Waarom vuilnismannen meer verdienen dan bankiers, Essay van de Maand van de Filosofie 2015, Rotterdam: Lemniscaat, 2015, ISBN 978-90-8225638-3

## 「ルトガー・ブレグマン」の発言
- 社会において最も貴重な財産は「人」です。にもかかわらず、これほど恵まれた社会で、大勢のホームレスや生活困窮者が存在していることは異様です。昨今、もてはやされているイノベーションを推進するために、仮に社会のすべての子供たちが、卒業後にベーシックインカムに頼れると確信しながら勉強に取り組めたら、想像してみてください。このような環境が整っていたら「将来は絶対に企業内弁護士になりたい」とか「ビジネススクールに行きたい」と言う子供は減るのではないでしょうか。そうではなく火星に行く、がんを治す、空飛ぶ車を開発する、といったことに真剣に取り組む環境ができると思いませんか。面白くて、本当に意味のあることに取り組む勇気と意欲を持たせられるのではないでしょうか[14]。
- （プーチンのような存在をどう考えるのか）。私の答えは「ほとんどの人は善良だが、権力は腐敗する」。近代における国家や会社は、大統領やCEOを頂点とするピラミッド型の組織です。しかし、遊牧民や狩猟民族を研究すると分かるように、古来の政治組織はこの逆で、一番上に民衆がいて、一番下の指導者をコントロールしていた。リーダーたるもの、権力に胡坐をかいて傲慢であってはいけないという「恥」の文化もあり、謙虚さが求められた。幸福度ランキングで上位にあがる北欧諸国では、近年でも、こうした「逆支配」に似た文化が見られます。デンマーク出身の作家アクセル・サンデモーセが書いた小説に登場する「ヤンテの掟」が好例で、「自分を特別と思うな」「他の人より優れていると思うな」と説いています。要するに、権力は必ず腐敗する危険なものだから、権力のコントロール方法を常に考える必要があるということです[7]。